# Michelskopf
Der Michelskopf nahe Oberkaufungen im hessischen Landkreis Kassel ist eine etwa 485 m ü. NHN hohe Bergkuppe und Westausläufer des Bielsteins.

## Geographie

### Lage
Der Michelskopf erhebt sich im Geo-Naturpark Frau-Holle-Land (Werratal.Meißner.Kaufunger Wald) im Stiftswald Kaufungen. Sein Gipfel liegt rund 2,7 km westsüdwestlich von Helsa, 3 km nordnordwestlich von dessen Ortsteil Eschenstruth und 3,5 km (jeweils Luftlinie) südöstlich von Oberkaufungen.

### Naturräumliche Zuordnung
Der Michelskopf gehört in der naturräumlichen Haupteinheitengruppe Osthessisches Bergland (35), in der Haupteinheit Fulda-Werra-Bergland (357) und in der Untereinheit Kaufunger Wald und Söhre (357.7) zum Naturraum Söhre (357.70).

### Gewässer
Auf der Nordwestflanke des Michelskopfs entspringt der Setzebach. Unterhalb des Gipfels liegen die Michelskopfseen, zwei direkt benachbarte Seen in ehemaligen Basaltsteinbrüchen, die bis etwa 100 m breit sind und zusammen rund 700 m Länge aufweisen. Überragt werden sie von etwa 8 bis 10 m hohen Basaltfelsen bzw. -mauern des ehemaligen Steinbruchs.

## Wandern
Zu erreichen ist der Michelskopf mit seinen abseitig gelegenen Stillgewässern, die ganzjährig angesteuertes Ausflugsziel sind, nur auf Wanderwegen zum Beispiel auf dem Eder-Gelster-Weg, der die Eder im Westen und die Gelster im Osten miteinander verbindet. Über zahlreiche Waldwege gelangen Wanderer, Jogger und Radfahrer zu den Seen, um zum Beispiel während einer Pause die Seenlandschaft zu genießen. In der warmen Jahreszeit wird der größere der beiden Seen oft als Badesee genutzt.
Etwa 600 m (Luftlinie) ostsüdöstlich des Michelskopfgipfels befindet sich am Bielstein das Naturdenkmal Bielstein-Kirche.